# A Solid Bond in Your Heart
A Solid Bond in Your Heart is een single uit 1983 van The Style Council.

## Achtergrond
Zanger-gitarist Paul Weller nam het nummer oorspronkelijk op met The Jam als mogelijke afscheidssingle (dit werd uiteindelijk Beat Surrender). Met The Style Council maakte hij in januari 1983 de definitieve versie; deze kwam terecht op het exclusief voor Nederland en Japan gemaakte debuutalbum Introducing The Style Council. Oud-Jam-drummer Rick Buckler, met wie Weller sinds de breuk geen contact meer heeft, beweerde later dat zijn drumpartij hiervoor was gebruikt. In 2012 verscheen de versie van The Jam op de luxe heruitgave van het album The Gift.
De bijbehorende videoclip speelt zich af in een jongerencentrum waar zogenaamd een feest plaatsvindt met Gary Crowley, diskjockey en fan, achter de draaitafel.